# Nemacheilus tebo
Nemacheilus tebo és una espècie de peix de la família dels balitòrids i de l'ordre dels cipriniformes.

## Descripció
- En vida, el cos és de color beix i amb 11-16 franges als flancs de color verd oliva fosc.
- Llavis prims i molsuts.
- Aleta caudal bifurcada i amb 8-9 radis ramificats. Aleta pectoral amb 12 radis. Aleta pelviana amb 8 radis.
- Línia lateral completa.
- Presenta dimorfisme sexual.[1]

## Distribució geogràfica
Es troba a la conca del llac Tebo (Borneo, Indonèsia).